# Llista de personatges de Supernatural
Aquesta és un llistat dels personatges de Supernatural, sèrie de televisió nord-americana de la cadena The CW Network, que en els seus inicis, era transmesa per WB Television Network.
La primera temporada va començar a transmetre's el 13 de setembre de 2005, concloent el 4 de maig de 2006; la segona temporada va ser transmesa entre el 28 de setembre del mateix any i el 17 de maig de 2007; la tercera temporada entre el 4 d'octubre de 2007 i el 15 de maig de 2008, mentre que la quarta temporada va començar el 18 de setembre de 2008, i va finalitzar el 14 de maig de 2009, mentre que una cinquena i última va ser anunciada a principis de 2009. Supernatural/Sobrenatural se segueix emetent actualment (2017), estant renovada per una 13 temporada.
Supernatural descriu les gestes dels germans Sam i Dean Winchester, interpretats pels actors Jared Padalecki i Jensen Ackles respectivament, els qui viatgen a diversos llocs dels Estats Units, a bord d'un Chevrolet Impala de color negre i model 1967, investigant i combatent successos paranormales i inexplicables, molts d'ells basats en llegendes urbanes de la cultura nord-americana, a més de criatures sobrenaturals clàssiques, com ara a vampirs, licàntrops i fantasmes.
D'acord amb Eric Kripke, creador de la sèrie, Supernatural està basat en The Sandman —de Neil Gaiman, American Gods, An American Werewolf in London i L'heroi de les mil cares.

## Protagonistes

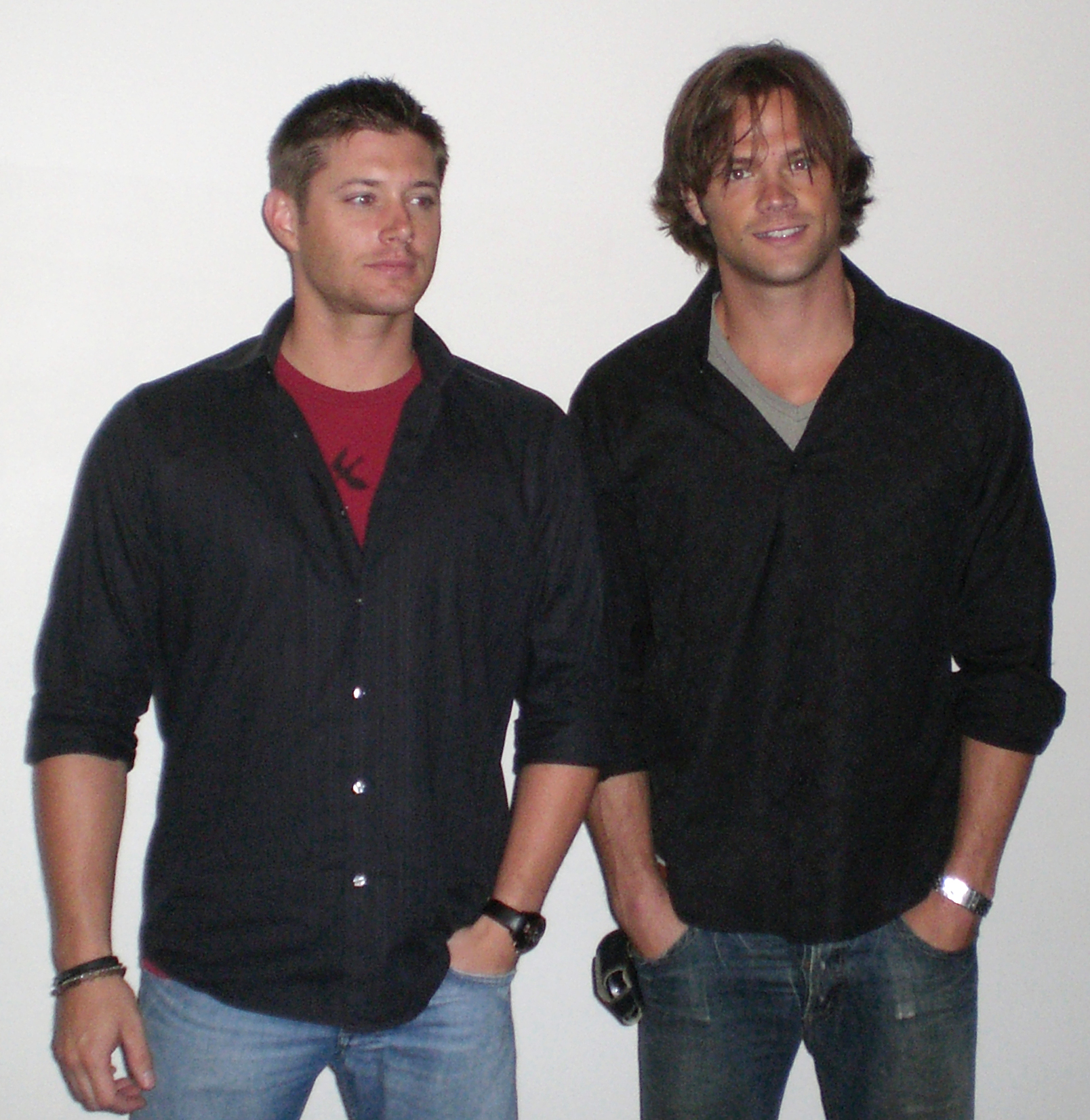
Jensen Ackles i Jared Padalecki els qui interpreten a Dean i Sam Winchester respectivament.

Sam Winchester és un jove que ha intentat tot el possible per escapar de la seva estranya i misteriosa família. A diferència del seu germà major, Dean, Sam rebutja la cerca obsessiva del seu pare per descobrir a les forces del mal que afirma, estan darrere de la mort de la seva esposa i mare dels nois, Mary. Amb la intenció de posar la major distància possible entre ell i la seva família, Sam va abandonar la seva llar justa després d'acabar l'institut i va anar a la universitat. La seva nova vida incloïa una maca i adorable núvia i planejava ingressar a l'Escola de Dret. Dean, no obstant això, va prendre un camí completament diferent i va seguir els passos del seu pare en el «negoci familiar». Però quan Dean apareix a la porta de la casa de Sam amb la notícia que el seu pare ha desaparegut, Sam no té una altra elecció que deixar de costat els seus plans personals i unir-se a Dean en la cerca.
Després de quatre anys separats, aquests germans han de començar a conèixer-se l'un a l'altre de nou, i les seves rivalitats familiars entre germans tornaran a aflorar. Malgrat l'estranya infància que van compartir, tots dos nois han desenvolupat punts de vista del món completament diferents. Dean segueix idealitzant al seu pare i encara que sovint sembla una persona arrogant i sense por, en realitat, se sent perseguit pels records de la mort violenta de la seva mare. Sam era massa petit per recordar aquesta desagradable nit en què la que la seva mare va morir i per això mai va acceptar per complet el camí que el seu pare i el seu germà havien seguit.

## Els nens especials de Azazel
Els següents personatges van ser triats pel dimoni Azazel per ser els potencials capdavanters de l'exèrcit demoníac que ell va alliberar de l'infern.
El dimoni va fer tractes demoníacs amb els pares dels nens, a canvi de permetre-li entrar a la seva casa una dècada després del pacte. Passats els 10 anys, Azazel alimentava als nens amb la seva sang, amb la qual els brindava poders sobrenaturals. Aquells que encara romanien amb vida van ser abandonats en un poble fantasma amb ordres de barallar entre si i determinar quin seria el líder de l'exèrcit.
En l'episodi final de la quarta temporada es va revelar que l'objectiu d'Azazel, era trobar a un nen amb el potencial adequat per matar a Lilith i així complir amb la seva meta d'alliberar a Llucifer de l'infern.

### Scott Carey
No gaire va ser revelat sobre Scott, ell va fer una única aparició en l'episodi Hunted en la qual se'l veu parlant amb un psiquiatre al que li explica que un home d'ulls grocs (Azazel) el va incitar a matar el gat del seu veí, i que probablement volia que posteriorment matés humans. També li parla de la seva habilitat d'electrocució. Scott va ser assassinat per Gordon Walker, que el considerava una «amenaça per a la humanitat».

#### Poders i habilitats
Scott tenia l'habilitat d'electrocutar tot el que tingués contacte amb ell.

### Andrew Gallagher
Andrew "Andy" Gallagher va ser donat en adopció quan era un bebè, i desconeixia l'existència del seu germà bessó Ansem Weems. Igual que Sam i Dean, la seva mare adoptiva va morir en un incendi quan ell era un nadó. Després, en l'edat adulta, va desenvolupar l'habilitat de controlar la ment usant el seu poder per aconseguir el que ell volgués encara que mai va utilitzar la seva habilitat en la seva núvia Tracy.
En l'episodi Simon Said, Sam té una visió d'un doctor rebent una trucada, el qual va matar a un home i després es va suïcidar. Sam intenta evitar que la visió es torni realitat mentre Dean confronta a Andy que usa la seva habilitat per prendre-li el Impala. Després Sam li diu a Andy que creu que estan connectats i en té una d'una dona rebent una trucada i suïcidant-se en abocar gasolina en el seu cos per després cremar-se viva. Com la visió estava ocorrent realment en aquests moments els germans assumeixen que Andy és innocent.
Els germans investiguen les morts i descobreixen que la dona era la mare d'Andy i l'home el doctor que va atendre el seu part. Després ells descobreixen l'existència d'Ansem Weems, que ja havia estat vist en el mateix menjador en què Andy i Tracy treballaven. Sam té una visió de Tracy saltant des d'una presa. així que intenta impedir que Ansem l'obligui a suïcidar-se, però les seves habilitats són molt majors que les d'Andy i pot controlar la ment sense necessitat de parlar. Ell revela que va cometre els assassinats per venjança a causa que va ser separat D'Andy, motiu pel qual mataria a Tracy perquè ningú s'interposés entre ells.
Dean, que havia observat tot a distància, amb un rifle es prepara per disparar-li a Ansem, però Ansem ho descobreix i li ordena que se suïcidi. No obstant, Andy mata a Ansem i salva a Dean.
Andy torna en l'episodi All Hell Break Loose Parteix 1, sent enviat a Cold Oak per Azazel. En aquest punt les seves habilitats han augmentat i és capaç de projectar imatges en la ment de les persones, habilitat que utilitza per ajudar a Dean a trobar el poble fantasma on es trobava. Andy mor després que Ava Wilson llevés una barrera de sal que cobria una finestra i invoqués a un dimoni que el mata fàcilment.

#### Poders i habilitats
Com la majoria dels nens especials d'Azazel, Andy tenia un poder psíquic, si escau el control de la ment. Al principi, solament podia utilitzar aquesta capacitat per mitjà de la veu, però més endavant pot fer-ho mentalment.
Ell era capaç de projectar imatges en la ment d'una persona si tenia algun objecte que li pertanyés (com a roba o armes que han usat). No obstant això, la seva habilitat era inútil contra uns altres com ell.

### Lily Witherfield
Lily apareix en l'episodi All Hell Break Loose Parteix 1, quan va ser enviada a Cold Oak per Azazel per barallar a mort contra uns altres com ella. No obstant això refusa participar i intenta anar-se'n. Mor després que Ava Wilson invoqués a un dimoni; el seu cadàver va ser penjant d'un molí de vent.

#### Poders i habilitats
A diferència dels altres «nens especials», Lily tenia una perillosa i incontrolable habilitat similar a la de Scott, si ella tenia contacte físic amb una altra persona, li causava una aturada cardíaca.

### Max Miller
Max va tenir una infància difícil, igual que Sam i Dean, la seva mare va morir en un inexplicable foc, encara que el seu pare li deia a tots que ella va morir en un accident automobilístic. El seu pare el va culpar de la mort de la seva mare i constantment el colpejava igual que el seu oncle.
La primera trobada de Sam i Dean amb Max ocorre quan Sam té una visió del pare de Max tancat en el seu vehicle i morint per enverinament per monòxid de carboni, encara que arriben molt tarda per salvar-lo, i tots creuen que és un suïcidi.
Després Sam té una visió de l'oncle de Max, traient el cap per la finestra i aquesta tancant-se bruscament, decapitant-lo, però una vegada més arriben tard per evitar que ocorri.
Després Sam té una altra visió aquesta vegada de Max usant els seus poders telequineticos per matar a la seva madrastra amb un ganivet, ja que ella mai va tractar d'impedir, que el seu pare i el seu oncle el colpegessin. Aquesta vegada els germans arriben a temps i eviten l'homicidi després de calmar a Max, després Sam parla amb ell dient-li que creu que estan connectats, però Max una vegada més perd el control i tanca a Sam a l'armari.
Posteriorment, Sam té una visió de Max confrontant a Dean, i a la seva madrastra, en la qual Dean mor quan intenta aturar-lo, Sam va aconseguir sortir de l'armari usant telequinesis, i va evitar que la visió es tornés realitat, posteriorment Max pren el seu revolver i se suïcida.

#### Poders i habilitats
Com els altres nens especials, Max tenia poders psíquics, però majors als altres, ja que dominava per complet la telequinesi.

### Jake Talley
Jake Talley era un membre de l'exèrcit dels Estats Units que es trobava en combat a Afganistan, i va ser enviat per Azazel a Cold Oak per competir contra els altres nens especials en l'episodi All Hell Break Loose Part 1.
Després que Ava Wilson revelés les seves veritables intencions, ell la mata igual que a Sam, amb la finalitat de sortir del poble fantasma. Com l'únic participant supervivent és felicitat per Azazel en l'episodi All Hell Break Loose Part 2 el dimoni li ordena anar amb la Colt a un cementiri que en el seu interior tenia un parany del diable gegantesca que evitava que qualsevol dimoni entrés allí on es trobava una porta a l'infern. Jake refusa al principi però després accepta quan Azazel amenaça amb matar a la seva família, posteriorment la personalitat de Jake comença a tornar-se molt més fosca i s'endinsa en el seu costat demoníac, igual que Ava, cosa que li permet obtenir habilitats molt majors. Quan és confrontant per Sam, Dean, Bobby, i Ellen, ell usa el control mental per a forçar Ellen a posar-se el revòlver en el cap i amenaça de fer que aquesta dispari si els altres no deixen anar les armes. Aquests hi accedeixen, i això permet a Jake obrir la porta a l'infern. Posteriorment mor després de rebre diversos trets per part de Sam.

#### Poders i habilitats
Com els altres nens especials d'Azazel, Jake tenia poders sobrenaturals, en el seu cas força sobrehumana, ja que va aclarir que quan estava a Afganistan va poder aixecar un helicòpter de 400 quilos, i més endavant va adquirir poders psíquics molt elevats fins al punt de poder controlar ments.

### Ansem Weems
Ansem va ser adoptat de bebè i separat del seu germà bessó Andrew Gallagher, raó per la qual va utilitzar els seus poders per prendre venjança i poder reunir-se amb ell.
Primer va utilitzar les seves habilitats per forçar a la seva mare i al doctor que va atendre el seu naixement a suïcidar-se, Sam té visions i creu que Andy és el responsable però després ell i Dean descobreixen que el culpable és Ansem, el qual va segrestar a Tracy la núvia d'Andy, amb el pla de forçar-la a suïcidar-se perquè no interfereixi entre ell i el seu germà però Sam i Dean decideixen enfrontar-lo, Ansem descobreix a Dean que es trobava a distància amb un rifle i li ordena suïcidar-se, però Andy el salva matant a Ansem.

#### Poders i habilitats
Com els altres nens especials, Ansem tenia poders psíquics, la seva habilitat de control mental va arribar a ser molt poderosa podent controlar la ment de manera telepática però la seva habilitat no funcionava en altres com ell.

### Ava Wilson
La primera aparició d'Ava Wilson, és en l'episodi Hunted com una dona amb una vida normal. Ava era molt sarcàstica fins i tot en la més perillosa de les situacions, sofria malsons i tenia visions de coses dolentes que li ocorrien a la gent en un dels seus malsons, ella veu la mort de Sam.
Ava va buscar a Sam per prevenir la seva mort i va arribar a Lafayette, Indiana, On es troba amb Sam en un motel on ella li informa del seu somni i li diu que ha de deixar la ciutat. Immediatament Sam li explica sobre les seves habilitats i del dimoni Azazel, a diferència dels altres nens especials la mare d'Ava encara segueix viva.
Ava va ajudar a Sam fins que aquest es troba amb Gordon Walker, ja que Sam li diu que torni a la seva casa ella decideix obeir-lo. Al final de l'episodi Sam i Dean van a la seva casa en Peoria, només per descobrir al seu promès mort, sofre en les finestres, i l'anell de compromís d'Ava ensangonat en el pis. Els germans horroritzats pel que li va succeir marxen sense saber si Azazel estava implicat.
Ava reapareix en l'episodi All Hell Break Loose Part 1, on ella Sam i altres tres nens especials es troben al poble fantasma de Cold Oak on havien de barallar entre si. Ava sembla estar bé però li diu a Sam que només han passats dies des de l'última vegada que es van veure. Sam li diu que ha estat desapareguda per cinc mesos i ella es mostra molt confosa.
Ella li pregunta a Sam sobre si sap una mica del seu promès que deu estar molt preocupat per ella, però ell evadeix la pregunta després Ava desapareix. Sam decideix anar a buscar-la, i la troba al costat del cadàver d'Andy afirmant que alguna cosa l'havia matar i diu no saber què, però Sam no creu en la innocència d'Ava i la força al fet que digui la veritat. Ella li diu a Sam que es va canviar al costat fosc perquè ella accepta els poders d'Azazel, i que ella es troba a la ciutat des de la seva desaparició i que havia matat a molts altres en antigues rondes de combat, declarant-se la guanyadora ella li diu a Sam «ho sento», i invoca a un dimoni per matar-lo però Jake apareix i li trenca el coll.

#### Poders i habilitats
Com els altres nens especials, Ava va començar amb un poder psíquic tenint visions. Però ella s'endinsa en el seu costat demoníac permetent-li augmentar molt els seus poders, fins al punt de poder invocar dimonis.

## Àngels
Els següents personatges són els àngels i al costat dels dimonis són les criatures sobrenaturals més poderoses de la sèrie. Els àngels més rellevants que s'han vist en la història són Anna Milton, Castiel, Uriel, Zachariah, Joshua i Balthazar a més dels arcàngels, encara que Castiel va ser el primer a aparèixer i tenir un rang major a Uriel, Anna aclareix que ella tenia un rang molt superior a aquests equivalent al de Zachariah l'actual superior de Castiel abans que aquest últim es revelés.
A diferència dels dimonis la veritable forma dels àngels és desconeguda, ja que segons les paraules de Castiel pot aclaparar als éssers humans fins al punt de cremar-los els ulls el mateix passa amb la seva veritable veu, que és capaç de destruir materials com el vidre, no obstant això hi ha «gent especial» que és capaç de tolerar el seu veritable aspecte i veu. Així com els dimonis, els àngels prenen hostes, però només trien humans devots de Déu i que tinguin la suficient força per contenir-los. També es creu que els descendents d'un recipient poden ser-ho també, com la filla del recipient de Castiel, a més els recipients han de donar-los el seu permís, sense això és impossible posseir-los.
Quan aquests arriben a un lloc hi ha falles elèctriques i indicis de tempestes similar que amb els dimonis, un àngel pot demostrar la seva identitat als altres mostrant les ombres de les seves ales. El límit dels poders dels àngels és desconegut però se sap que poden treure ànimes de l'infern, viatjar pel temps, tenir una força superior a la majoria dels dimonis (però això no indica que puguin vèncer a qualsevol dimoni, com Alastair o Lilith) també poden desenvolupar paranys per a dimonis molt més poderoses que aquelles creades pels caçadors i manipular els elements naturals com els llampecs, i són immunes a totes les formes conegudes de matar éssers sobrenaturals, però no són immortals en tot el sentit de la paraula doncs un encanteri potent pot provocar-los dany no obstant això el més que poden fer-los és enviar-los de tornada al cel, és revelat més endavant per Uriel que l'única cosa que pot matar a un àngel és un altre àngel per mitjà d'una «espasa de Llucifer» (armes usades pels àngels en batalla).
Els àngels obtenen els seus poders d'una font d'energia a la qual ells anomenen la seva gràcia la qual si és remoguda els àngels es converteixen en humans la qual cosa és considerat com el crim més greu en el cel, ja que això és desobeir una ordre directa, encara que siguin humans aquests àngels conserven alguns poders com escoltar telepàticament les converses d'altres àngels i poder veure el veritable rostre dels dimonis, si aquests àngels recuperen la seva gràcia tornaran a ser veritables àngels, com en el cas d'Anna Milton.
Els àngels són invulnerables a les armes convencionals, però poden ser ferits per altres éssers sobrenaturals com a dimonis poderosos com Alastair i altres àngels
Igual que els dimonis els àngels segueixen una jerarquia els àngels de major rang són els arcàngels, Gabriel, Rafael, Llucifer, i Miguel. Segons les paraules d'Anna Milton són sol 4 àngels els que realment han vist a Déu, per la qual cosa s'entén que han de ser els arcàngels, a causa que són els més poderosos i els de major rang en la jerarquia celestial, de forma diferent als àngels i els dimonis quan els arcàngels van a un lloc aquest comença a tremolar i del cel baixa una immensa i encegadora llum blanca, i els artefactes elèctrics fallen. Castiel els descriu com «absolutament feroços i l'arma més terrorífica del cel».
En l'episodi The Monster At The End Of This Book, es va revelar que els arcàngels estan vinculats als profetes, com Chuck Shirley i són els protectors d'aquests, són tan poderosos que fins i tot Lilith els temia i va preferir fugir sabent que un vindria a enfrontar-se amb ella. Llucifer era també un arcàngel i al costat de Miguel són els més poderosos de tots.

### Llucifer
És l'àngel caigut, el pitjor enemic de Déu i de tots els àngels, així com el causant autèntic de les tragèdies que emboliquen a la família Winchester. Al principi, va ser un nom esmentat per un dimoni menor en la tercera temporada. Va cobrar una importància vital en la quarta, revelant-se com el principal antagonista de la temporada, ja que manejava a Azazel i a Lilith des del més profund de l'infern. Podria dir-se que és l'antagonista principal de tota la sèrie.

### Anna Milton
La primera aparició d'Anna Milton és en l'episodi de la quarta temporada I Know What You did Last Summer, on es troba en una institució mental amb el diagnòstic d'esquizofrènia, a causa que insisteix que pot escoltar les converses dels àngels i que l'Apocalipsi està a prop. Per la seva habilitat els dimonis tenen un gran interès en ella després d'haver estat informats d'ella per Ruby, Sam i Dean troben i rescaten a Anna.
Ella diu que no té idea de per què pot escoltar els àngels i que tot va començar el 18 de setembre de 2008, el dia en què Dean va ser rescatat de l'infern Castiel i Uriel expliquen als germans que han de matar a Anna, no obstant això ella utilitza un poderós encanteri el qual envia als àngels «molt lluny» però diu no saber com ho ha fet.
Posteriorment baix hipnosis administrada per Pamela Barnes, Anna recorda que ella és un àngel caigut, «la qual va ser despullada de la seva gràcia» raó per la qual ara és humana, perquè la seva existència com un àngel va ser trista a causa que no tenia lliure albir.
Ella diu que quan va ser un àngel era la «cap» de Castiel i Uriel, després de la seva caiguda ella va renéixer com a humana amb els seus records d'àngel suprimits, les seves accions representen el més seriós dels crims en el cel per la qual cosa enfrontaria un sever càstig.
Anna intenta amb l'ajut dels germans i Ruby recuperar la seva gràcia per poder estar fora de perill, però aquesta es troba en mans d'Uriel. Després ella «perdona» a Dean per haver torturat ànimes en l'infern i tenen un nit íntima en el Impala. En el matí Dean li revela als àngels la seva ubicació i Ruby fa el mateix amb els dimonis amb l'esperança d'una baralla entre tots dos grups, el pla funciona, i durant la confusió de la baralla, Anna aconsegueix recuperar la seva gràcia. Aquesta entra al seu cos emetent una llum brillant, i s'esvaeix del lloc.
Anna torna en l'episodi On The Head of a Pin, i intenta convèncer a Castiel que forçar a Dean a torturar al dimoni Alastair és incorrecte, però ell indica que és la «voluntat de déu».
Ella demostra la seva saviesa una altra vegada després que Castiel la crida per demanar-li un consell, ja que ell està tenint dubtes per primera vegada, però llavors ella desapareix, no sense abans dir-li, que ha d'aprendre a pensar per si mateix. Posteriorment salva a Castiel d'Uriel, després d'assabentar-se de la seva traïció apunyalant-lo en el coll amb la seva espasa de Llucifer.
En l'episodi The Rapture li informa als Winchesters, que Castiel va ser tornat al cel per una falta de disciplina, posteriorment en l'episodi When The Leeve Breaks quan Castiel allibera a Sam del seu confinament, ella el confronta per aquesta acció, no obstant això ell li diu que només està seguint ordres i apareixen altres àngels que la prenen com a presonera.
La seva última aparició és en l'episodi The Song Remains The Same, en el qual escapa del cel després d'un any d'estar tancada amb la finalitat de matar a John i Mary Winchester per així evitar el naixement de Sam, per a això «recluta» a l'encarnació de 1978 d'Uriel. No obstant això la seva missió falla quan l'arcàngel Miguel apareix i la destrueix amb només tocar-la.

### Uriel
Uriel va ser descrit per Castiel com un «especialista», i ell tenia al principi un rang inferior a Castiel, Castiel primer el va fer descendir a la terra per demanar-li que destruís un poble sencer per evitar que un dels 66 segells fos destruït.
Uriel era un àngel molt més militaritzat que Castiel, i discutia sovint amb aquest sobre les seves ordres. Uriel no tenia aparentment cap paciència amb els éssers humans, i argumentava que només perdonava les vides de Dean i Sam per ser valuosos i útils per al cel. Ell descrivia als éssers humans amb repugnància com a “micos de fang”.
Posteriorment es converteix en el superior de Castiel, i discuteix amb aquest dient-li que Dean no és capaç d'obtenir informació del dimoni Alastair, per descobrir com els «dimonis estaven matant àngels».
Es revela més endavant que estava enutjat amb Déu, ja que aquest prefereix als éssers humans sobre els àngels; ell donava suport al seu «germà» Llucifer argumentant que va ser castigat injustament per defensar als àngels, i va afirmar ser l'assassí dels àngels que es van negar a unir-se a ell per ajudar-lo en el seu pla d'alliberar a Llucifer. Quan Castiel va rebutjar ajudar-lo, aquest enutjat el va atacar i quan estava per matar-lo, Anna va aparèixer per salvar a Castiel, apunyalant a Uriel en el coll amb la seva «espasa de Llucifer».
Quan Anna Milton escapa del cel, viatja en el temps cap a 1978 on recluta a Uriel amb la finalitat que l'ajudi a matar a John i Mary Winchester. El pla falla per la intervenció de l'Arcàngel Miguel que destrueix a Anna però no a Uriel al que envia de tornada al cel.

### Zachariah (Zacarías)
Zachariah és l'actual superior de Castiel, ell ha demostrat tenir un costat més humà i una estima més gran cap a la humanitat que els seus subordinats, i fins i tot actua com un humà, amb un enginy agut i un exterior alegre.
Després de la traïció d'Uriel, i que Dean li digués a Castiel que la tasca que se li va encomanar a ell és massa, Zachariah li ensenya a auest una lliçó donant-li a ell i al seu germà noves vides, sent Dean un executiu reeixit i Sam un empleat de suport tècnic en la mateixa companyia. Malgrat no conèixer-se, els dos treballen junts per solucionar un problema a l'edifici. L'experiència els ajunta, i la creença de Sam que estan destinats per a alguna cosa major, fa a Dean renunciar al seu treball per ajudar a Sam en la seva cacera de fantasmes.
En aquest punt, Zachariah, presentant-se com el cap de Dean, remou els seus falsos records, i els explica la veritat. Doncs de Zacarías Dean va aprendre per mitjà de l'experiència, que ell és un caçador en el seu cor, i no a causa de ser empès pel seu pare, i encara que ell pot aclaparar-se també, l'ocasió de diferenciar el correcte és alguna cosa que la majoria de la gent mai aconsegueix. Les seves paraules animen a Dean a acceptar el seu paper en l'Apocalipsi.
En l'episodi The Monster At The End Of This Book, Zachariah se li apareix al profeta Chuck Shirley dient-li que no pot advertir als Winchester sobre la seva última visió i que ha de seguir escrivint.
Posteriorment en l'episodi Llucifer Rising, Zachariah apareix al costat de Castiel i empresonen a Dean en una idíl·lica habitació, a fi de mantenir-lo fora de perill. A pesar que segueix sent secret, finalment li diu a Dean la veritat sobre tot.
Ell revela que el cel vol que succeeixi l'Apocalipsi, ja que creuen que poden posar fi a tot per derrotar a Llucifer i els seus dimonis en una batalla final. Això era un secret per tots els altres àngels de nivell inferior, per evitar una rebel·lió, posteriorment Dean li pregunta si això era la voluntat de Déu, Zachariah crípticament respon «Déu ha deixat l'edifici».
En l'episodi Sympathy For The Devil després que Llucifer és alliberat, Zachariah intenta convèncer a Dean de ser l'ens de l'Arcàngel Miguel, com aquest es nega el tortura igual que a Sam i amenaça amb matar-los, no obstant això per a sorpresa de Zachariah, Castiel reapareix i l'amenaça amb la seva espasa de Llucifer obligant-lo a retirar-se.
Posteriorment en l'episodi The End, Zachariah envia a Dean cinc anys en el futur, en el qual Llucifer s'ha apoderat de Sam i intenta convèncer-lo de nou que sigui l'ens de l'Arcàngel Miguel no obstant això aquest no accepta.
Finalment, Zachariah mor a les mans de Dean, quan en l'episodi Point Of No Return intenta forçar-lo a dir sí a Miguel, per la qual cosa Dean li diu que si accepta a l'Arcàngel li demanarà que abans de prendre el seu cos el mati a ell, al moment menys pensat Dean li clava l'espasa de Llucifer de Castiel.

### Joshua
Joshua és un àngel del cel que Castiel presenta com un àngel que parla amb Déu. Joshua és l'únic àngel que Castiel sap de qui s'ha mantingut en contacte amb Déu. És el jardiner del cel. Malgrat que Zachariah té més autoritat que ell, ell l'amenaça amb la ira de Déu per no deixar que lliurés el seu missatge. Ell salva a Sam i Dean de Zachariah i els diu que Déu està a la Terra, i no intervindrà més en l'Apocalipsi. A petició de Déu, que els permet recordar el seu temps en el cel els envia a la Terra.

### Balthazar
Balthazar és un àngel del cel que va lluitar i pertanyia a la mateixa guarnició que Castiel i Uriel. Castiel va pensar que havia mort en batalla. De fet, Balthazar va fingir la seva mort per ocultar la seva sortida del cel, i va prendre una sèrie de poderosos artefactes, inclosos el bastó de Moisés i la sal de Lot, amb ell. Ell ha estat a la Terra gaudint d'un estil de vida més hedonista. Es va tornar un comerciant d'ànimes similar als dimonis i després de salvar-li la vida a Castiel es va tornar la seva mà dreta en la guerra contra Rafael, ajudant-lo per exemple a evitar l'enfonsament del Titanic per aconseguir més ànimes i més poder; no obstant això Balthazar va trair a Castiel quan Dean i Sam li van dir que aquest treballava amb Crowley per aconseguir les ànimes del purgatori. A causa que Balthazar es va preocupar pel que podria passar si Castiel absorbia massa ànimes, va decidir ajudar a Dean i Sam a «posar els peus a la terra» al seu amic Castiel; desafortunadament aquest el descobreix i l'assassina amb la seva espasa.

### Ephraim
Ephraim és un dels àngels que van caure a la Terra, quan aquests van ser expulsats. Pertany als Rit Zien, una classe d'àngels sanadores que són capaços de matar misericordiosament a àngels ferits. Però una vegada a la Terra, són incapaços de diferenciar entre les penes temporals i permanents dels humans. Ephraim va estar matant a aquells que sofreixen de qualsevol perill. Va buscar a Castiel per matar-ho, però finalment va ser aquest, qui amb ajuda de Dean, va aconseguir matar a Ephraim.

### Arcàngel Miquel
És el comandant de l'Exèrcit de Déu i un dels Arcàngels al costat de Gabriel, Rafael i anteriorment Llucifer. Apareix en el capítol 13 de la cinquena temporada, dins del cos d'un jove John Winchester. El seu veritable recipient és Dean.
Com diu la Bíblia, Miquel és, al costat de Gabriel i Rafael, un Arcàngel, 
i és l'encarregat de derrotar a Llucifer, ja que aquest és el seu etern nemesis. Quan Llucifer va desobeir a Déu al no voler inclinar-se davant la humanitat, Déu li va ordenar a Miquel que li donés a Llucifer el càstig merescut per la seva vanitat i orgull, i amb el seu poder el va llençar a l'infern.

### Arcàngel Gabriel
Article Principal: Arcàngel Gabriel

### Arcàngel Rafael
És un dels Arcàngels al costat de Miquel, Gabriel i anteriorment Llucifer. Raphael és un seriós, seriós i tradiciona àngel que ha perdut la fe en Déu i està cansat de les seves funcions. Ell creu que Déu està mort i que estan vivint en un univers sense Déu. Ell recolza el pla de Miguel per aconseguir el paradís a la Terra. Té poca paciència amb els humans, i no té pràcticament cap respecte o consideració per la vida humana, com ho demostra el fet que ell cruelment va abandonar el seu primer ens, Donnie Finnerman, en un estat trencat. Rafael també té poca tolerància per a la desobediència entre els seus companys àngels i no dubtarà a matar a algú o alguna cosa que el desafia. Rafael també és increïblement arrogant, i es va designar a si mateix com el distribuïdor de la voluntat de Déu, quan se li va preguntar com sabia que això era el que Déu volia que ell va respondre: "perquè això és el que vull".
Malgrat això, Rafael no era del tot sense perdó o misericòrdia, almenys quan es tracta de la seva pròpia espècie. Després de la seva primera reunió des de la resurrecció de Castiel, encara que hostil, Rafael estava disposat a perdonar a Castiel. De manera similar a la seva primera reunió després de l'Apocalipsi, Rafael va estar de nou disposats a oferir-li una altra oportunitat, fins i tot després d'haver promès posar fi a ell en la seva propera trobada, al final de la seva última reunió.
Castiel també una vegada va anomenar a Rafael un tradicionalista, com va dir als Winchester.

## Dimonis
Com a dimonis, els següents personatges venen en diferents formes, a causa de la seva capacitat per posseir cossos humans. En la seva forma veritable, un dimoni existeix com un núvol gran, negra que genera interferència electromagnètica, els dispositius electrònics propers comencen a fallar. S'introdueixen en un hoste a través de la boca, guanyant el control del cos.
Si l'hoste està viu llavors, pot resistir el control, encara que només temporalment. Mentre aquest en possessió d'un hoste, un dimoni pot exhibir una gamma d'habilitats, que varien depenent del seu lloc en la jerarquia demoníaca. L'episodi Jus in Bell mostra a dimonis de baix nivell, els quals només posseeixen força sobrehumana, i telequinesis. Els dimonis que estan en l'extrem superior de la jerarquia posseeixen molt més poder i capacitats, com els set pecats cabdals, els dimonis de la cruïlla, Azazel, Lilith i Alastair.
L'hoste d'un dimoni pot aguantar qualsevol ferida fatal, encara que morirà si el dimoni surt del seu cos. En usar aquestes capacitats, o per raons conscients com ara a intimidació, els ulls de l'hoste canviaran de color. La majoria dels hoste demoníacs mostren ulls negres, però el color varia amb els dimonis d'alt nivell.
És revelat per Ruby que tots els dimonis van ser una vegada humans, les seves ànimes van ser enviades a l'infern i corrompudes per centenars d'anys, canviant-los eventualment en les seves formes demoníaques. L'aigua beneïda és eficaç per combatre dimonis, tampoc poden creuar línies de sal o de ferro, i no poden entrar en llocs sagrats com ara a esglésies. A més, dir el nom en llatí de Déu, fa que els dimonis es rebel·lin.
No obstant això, aquests mètodes no s'apliquen contra dimonis d'alt nivell, per exemple, Azazel era immune a l'efecte de l'aigua beneïda, i el dimoni que va posseir a Meg Masters era capaç d'entrar en una església. La manera més eficaç de contenir a un dimoni és el parany del diable. Quan està dins del símbol místic, perden les seves capacitats generalment i no pot anar-se'n fins que es dissipi el símbol. Els exorcismes, que expulsen als dimonis dels seus hostes coincideixen generalment amb l'ús del parany del Diable.

### Samhain
Samhain va ser un dimoni que va ser convocat per dos poderosos bruixots que van oferir tres sacrificis humans en tres dies consecutius, sent l'últim en la nit d'Halloween, es va revelar que el dimoni és l'origen de la festivitat i segles enrere la gent es disfressava per ocultar-se d'ell i li oferien carabasses per apaivagar-lo.
Castiel va descendir a la terra al costat d'Uriel i li va advertir als Winchester que l'ascens del dimoni trencaria un dels 66 segells que alliberessin a Llucifer, i que havien de destruir la ciutat per evitar-ho.
Els Winchester no van permetre que la ciutat fos destruïda, però no obstant això van ser incapaces d'evitar que el dimoni fora alliberat, ocorregut això el dimoni va posseir el cadàver del professor i bruixot Don Harding, i es va dirigir a un mausoleu on posteriorment s'enfrontaria amb Sam el qual va utilitzar els seus poders psíquics per exorcitzar-ho.

#### Poders i habilitats
Samhain va mostrar tenir el suficient poder per invocar a monstres com a zombis, ghouls i fantasmes, igual que Lilith també va mostrar el poder de llançar un feix de llum a través del palmell de la seva mà, el seu color d'ulls és un blau grisenc el que el posa en una alta posició en la jerarquia demoníaca.

### Crowley
Aquest dimoni apareix per primera vegada en la cinquena temporada en l'episodi Abandon All Hope, on es revela que ell és el que té la Colt, l'arma que els germans Winchester creuen que és l'única cosa que pot matar a Llucifer. Crowley els lliura la pistola revelant que el vol que matin a Llucifer perquè si aquest odia a la raça humana que és una miqueta corrupta, quant deu odiar llavors als dimonis que estan corromputs totalment.
Posteriorment s'uneix a Dean, Sam, Bobby i Castiel per tornar a Llucifer a la seva gàbia i els ajuda a localitzar a la pesta i a la mort per usar els seus anells (en el cas de la mort, es va requerir que Bobby vengués la seva ànima que més tard recupera). Així, ell assumeix el lideratge de l'infern.
Després de fer-fes càrrec de l'Infern, Crowley transforma en un lloc on la tortura és exemplificada per files d'espera interminables. Crowley proposa el pla de Castiel per localitzar el Purgatori i compartir totes les ànimes dels monstres existents. A través del ressuscitat Samuel Campbell i diversos membres de la seva família, incloent a Dean i Sam per capturar criatures que espera el portaran al Purgatori.
Ell es creia mort quan Castiel va cremar els seus ossos. No obstant això, es va revelar més tard que Crowley va fingir la seva mort amb l'ajut de Castiel. Castiel finalment incompleix el seu acord, la qual cosa provoca que Crowley s'aliés amb Rafael. Després que Castiel obri el purgatori i absorbís totes les ànimes, proclamant-se a si mateix un déu, permet escapar a Crowley que diu que té plans per a ell.

### Meg Masters
Aquest dimoni té ulls negres i altres característiques similars a les del dimoni comú, encara que amb el temps s'ha tornat més poderós. Quan apareix per primera vegada treballava per Azazel, que ella anomena "pare". Més tard ell es refereix a ella com la seva filla.
Després de la mort del seu amfitrió, Meg Masters, i el seu exorcisme, el dimoni torna a l'infern, però després s'escapa i posseeix a Sam. Que planeja usar-lo per matar caçadors per torturar a Dean i, finalment, matar-lo com la seva venjança sobre ells. Ella es deté i, finalment és exorcitzada de nou, però no és enviada de tornada a l'infern.
Anys després Meg torna a aparèixer després que l'Apocalipsi ha començat, posseeix el cos d'una jove de Cheboygan, que es va mudar a Los Angeles per ser actriu. Es mostra a si mateixa a ser lleial a Llucifer i té un dimoni que posseeix Bobby per esbrinar sobre l'espasa de Miguel. En apunyalar-se amb el ganivet de Ruby a si mateix, Bobby mata al dimoni, però també queda paralitzat per un any.
Meg està amb Llucifer en Cathage quan els Winchester, Castiel, Ellen i Jo arriben al poble en el seu intent de matar a Llucifer amb la Colt. Ella envia Hellhounds per atacar-los, la qual cosa finalment resulta en la mort d'Ellen i Jo. Llucifer li mana a la guàrdia de Castiel, que està atrapat en un anell de foc d'oli sant, però se les arregla per alliberar-se fent-la caure en les flames i l'usa com un pont.
Meg partir de les temporades 1 i 2 ha mostrat ulls negres.
Després que Llucifer és empresonat de nou, Crowley pren el poder en l'infern i el seu objectiu és matar als lleials a Llucifer. Sam dedueix que està fugint d'ell, i ell i Dean estan d'acord a ajudar-la a trobar a Crowley com a part de la seva cerca per recuperar l'ànima de Sam. Després s'assabenten que Crowley no pot recuperar l'ànima de Sam, Castiel suposadament mata a Crowley, i Meg aconsegueix escapar.
La temporada 7, Meg reapareix ajudant a Dean matant a dos dimonis per explicar a Castiel que està viu sota el nom d'Emmanuel i obté un treball temporal per tenir cura de Castiel després de transferir la seva al·lucinació amb Llucifer, com a "Infermera Meg Masters". Poc temps després Castiel desperta del coma i aquest coneix a un nou profeta anomenat Kevin Tran. En "Survival of the Fittest", s'uneix en la batalla contra Dick Roman i els leviatans conduint el seu Impala per posar fi a els leviatans com a part de la seva distracció però dos dimonis segresten a Meg quan el Rei de l'Infern "està desitjant parlar amb elal" i desapareix.
La temporada 8, Meg va estar segrestada durant un any per Crowley torturanda per revelar la ubicació de la cripta de Llucifer per aconseguir la tauleta de l'àngel però ella es sacrifica per ajudar els Winchester per escapar de Crowley i és assassinada finalment amb la seva espasa àngel.

### Dimonis de la cruïlla
Aquest tipus particular de dimoni té un poder immens, física i sobrenaturalment, i els seus ulls poden brillar intensament de color vermell fosc.
Aquest dimoni és principalment manipulador; molt sarcàstic, li agradajugar amb les emocions de la gent, fent-los sentir culpabilitat i/o por extrema, el seu propòsit principal és fer tractes amb la gent desesperada a canvi de les seves ànimes.
Per convocar-los cal anar a una cruïlla i cavar un forat, posant en una caixa una foto, brutícia del cementiri i un os d'un gat negre. El dimoni prefereix posseir a dones brunes molt atractives, que inciten als homes per fer els tractes, però també han posseït al cos d'una adolescent per fer un tracte amb Bela quan tenia 14 anys, i a un home en una ocasió, en parlar amb Sam Winchester.
La seva primera aparició és en l'episodi Crossroad Blues, la dimoni de la cruïlla apareix davant Dean quan ell intenta salvar la vida d'un home condemnat anomenat Evan Hudson. La dimoni posseeix a una dona jove i bella i li parla a Dean sobre els últims moments de vida del seu pare i del tracte que ell va fer, Dean volia que el dimoni alliberés a Evan Hudson d'un tracte, i intenta atrapar-la en el parany del diable dibuixada sota el Impala.
No obstant això, la dimoni veu el parany i furiosa amenaça a Dean, la dimoni llavors li diu a Dean que el seu pare està sofrint en l'infern i li ofereix un tracte, Dean comença a considerar-lo. No obstant això, Dean enganya a la dimoni i la tanca en un altre parany del diable i ofereix negociar al dimoni la seva llibertat si deixa anar a Evan.
Quan la dimoni es nega, Dean comença el ritual d'exorcisme, fent al dimoni rendir-se i alliberar a Evan del seu contracte. La dimoni besa a Dean per segellar el tracte, Dean llavors deixa anar a la dimoni, ja que està a punt d'anar-se'n, però la dimoni torna a parlar-li a Dean sobre el seu pare que està sent torturat en l'infern. Dean comença a acostar-se a la dimoni i amenaça amb enviar-la de nou a l'infern, però aquesta abandona el cos del seu hoste, anant-se'n i deixant a una dona molt confosa. És clar que Dean s'havia fet un enemic de gran poder.
El retorn de la dimoni de la cruïlla és en l'episodi All Hell Break Loose Part 2 posseint a una altra dona. No obstant això, aquesta vegada Dean convoca a la dimoni per fer un tracte per la vida de Sam que va ser assassinat recentment, la dimoni, sabent que té un home desesperat, a l'inici ho rebutja.
Però, com a «bona venedora», finalment fa el tracte amb Dean restaurant la vida de Sam a canvi de l'ànima de Dean en un any. I la dimoni informa a Dean que si ell intenta fer qualsevol cosa per sortir del tracte, el pacte quedés anul·lat i Sam morirà immediatament. Sempre manipuladora, la dimoni intenta convèncer a Dean que ell està aconseguint molt, ja que és un pacte millor que el que el seu pare va aconseguir. Dean besa a la dimoni i segella el contracte.
Quan Dean cerca el cos de Sam, Sam està una altra vegada viu i bé, la dimoni fa una altra aparició en l'episodi Bedtime Stories. Sam la invoca i després l'amenaça amb la Colt, exigint-li que trenqui el seu contracte amb Dean a canvi de la seva vida. Però ella es nega dient és només una venedora i que té un cap com tots, el qual realment vol l'ànima de Dean i no la deixarà anar per cap motiu. Sam tira del gallet i mata a la dimoni en la seva frustració.
Després que Dean és assassinat i enviat a l'infern, un Sam destrossat i borratxo convoca a un altre dimoni de la cruïlla. Aquest posseïa el cos d'un home, i immediatament es nega a fer un tracte i discuteix amb Sam, ja que va matar a un dels seus «companys de treball».

#### Poders i habilitats
Els dimonis de la cruïlla tenen suficient poder com per ressuscitar a una persona, així com per manipular el temps, fent a algú infinitament ric, famós, o el que el seu cor desitgi. També posseeixen una força física extrema, com altres dimonis.
Encara que el dimoni només sol fer tractes amb la gent, amb la finalitat de venir a cobrar el deute generalment 10 anys després que el contracte es fa.
Llavors, els dimonis envien gossos de l'infern o busquen personalment l'ànima de la persona. També és interessant observar que els dimonis de la cruïlla exhibeixen ulls vermells, la qual cosa indica que són superiors a la majoria dels altres dimonis que tenen ulls negres.
Els únics altres dimonis que tenen diferents colors d'ulls són Samhain (ulls blaus gairebé blancs), Azazel (ulls grocs), Lilith i Alastair aquests últims tenen (ulls blancs).

### Azazel
Article Principal: Azazel (Supernatural)

### Lilith
Sent esmentada per Ruby com la «principal competència» de Sam, Lilith apareix en el final de l'episodi Jus in Bell, apareixent com una nena amb la seva mare preguntant-li a la secretària Nancy Fitzgerald, si ha vist als germans referint-se a ells com «un és molt alt i l'altre és molt guapo». Nancy li pregunta a la nena el seu nom i ella respon «Lilith» i mostra ulls blancs. Això crida l'atenció de l'Agent Henriksen, que acabava de deixar de perseguir als germans després de descobrir que els dimonis i altres éssers sobrenaturals són reals quan Henriksen s'acosta a Lilith, ella aixeca la seva mà i emet una llum blanca la qual causa una explosió que mata a tots en l'estació de policia.
Després Ruby li diu als germans que Lilith els va trobar i que en matar a tots en l'estació de policia va deixar un clar missatge que els vol morts després els dona unes bosses que contenen un encanteri que desvia l'atenció de Lilith temporalment i els diu que haurien d'haver-la escoltat, ja que Lilith va ser alertada per un dels dimonis que va escapar de l'exorcisme massiu en l'estació de policia.
Després és revelat per Bela Talbot, que Lilith posseeix tots els contractes fets pels dimonis de la cruïlla. Sam i Dean decideixen anar en busca de Lilith que es troba en New Harmony, Indiana, amb la «guàrdia baixa», de nou en el cos d'una nena mantenint com a ostatges a una família per simple diversió, tenint a un exèrcit de dimonis al llarg de la ciutat per a la seva protecció.
Després de robar el ganivet de Ruby, Sam i Dean entren a la casa on Lilith es troba no obstant això ella primer va trobar a Ruby a la qual va enviar de nou a l'infern i pren control del seu hoste, Dean descobreix això massa tarda i Lilith els immobilitza i envia a un gos de l'infern per matar a Dean, després intenta matar a Sam però els seus poders no funcionen contra ell, després Sam intenta matar-la amb el ganivet de Ruby però aquesta aconsegueix escapar.
Després és revelat per Castiel que Lilith està intentantalliberar a Llucifer. Quan Dean va ser infectat per un virus produït per un fantasma té una al·lucinació en la qual Lilith li diu que els seus quatre mesos en l'infern van ser com quaranta anys i que pot recordar-ho per complet.
Lilith reapareix en l'episodi The Monster At The End Of This Of Book, oferint-li a Sam realitzar un tracte, ella li diu posteriorment que està destinada a morir abans que comenci l'Apocalipsi i que si ell i el seu germà se sacrifiquen ella desistirà del seu pla d'alliberar a Llucifer.
Posteriorment li diu a Sam que el tracte deu segellar-se amb un acte carnal, ell es mostra disposat a fer-ho i l'abraça mentre es troben en el llit intenta apunyalar-la amb el ganivet de Ruby, però aquesta el deté, posteriorment Dean apareix al costat del profeta Chuck Shirley i li diu a la dimoni que un arcàngel està per venir a destruir-la. aquesta abandona el cos que posseïa i escapa per la finestra.
Posteriorment en l'episodi When the Leeve Breaks, Ruby li diu a Sam que Lilith ha trencat 65 dels 66 segells i que ella és l'única capaç de trencar l'últim i provocar l'Apocalipsi.
En l'episodi Llucifer Rising, es demostra que això ha estat una mentida quan Castiel i Zachariah li diuen a Dean que matar a Lilith és l'últim segell. Dean convenç a Castiel que el deixi avisar a Sam abans que sigui massa tard, en desconeixement d'això Sam sotmet a Lilith en un intent de matar-la amb els seus poders. Encara que Sam dubta breument quan escolta a Dean, Lilith es burla d'ell provocant que aquest alliberi tota la força del seu poder demoníac.
Després d'això Lilith crida es convulsiona violentament i mor. Després de la seva mort, Ruby revela la veritable naturalesa de la seva ajuda, quan diu que vessar la sang de Lilith és la porta per alliberar a Llucifer.
En l'episodi Llucifer Rising es va revelar també que la fuita de l'infern de Llucifer era en realitat el pla d'Azazel. No obstant això, el segell final només podia ser trencat per la mort de Lilith, qui estava atrapada en l'infern.
Azazel va obrir la porta de l'infern en l'episodi All Hell Breaks Loose, Part 2 perquè aquesta pogués escapar i exercir la seva part en l'alliberament de Llucifer.

#### Orígens
D'acord al creador de la sèrie Eric Kripke, ella és una «combinació dels mites concernents a Lilith».
Encara que al principi no va mostrar molta relació amb la Lilith mitològica els principals rols de la qual són ser "una destructora de nens i una seductora d'homes", Kripke va dir que el xou mostraria aquests dos rols, amb l'antiga forma de ser ja mostrada pel personatge en la seva elecció d'hostes.
El que es veu en els sevs dues últimes aparicions, quan intenta seduir a Sam amb la finalitat de fer un tracte amb ell i posteriorment quan es revela que beu la sang de nens nounats.

Kripke va afirmar en una entrevista que Lilith és superior en la jerarquia demoníaca que Azazel, i va bromejar sobre aquest tema dient:
| «             | No encontraras a muchos superiores a ella hasta que empieces a excavar en el territorio de Lucifer". | » |
| — Eric Kripke | |   |

El fet es revela en l'episodi When the Leeve Breaks, quan Ruby diu que Lilith és «la primera de Llucifer», el primer ésser humà a haver estat convertit en dimoni per Llucifer com un acte de desafiament per a Déu, que pel que sembla té als éssers humans en major consideració que als seus àngels.

#### Poders i habilitats
Lilith tenia un immens rang i poder al món demoníac. El seu immens poder és mostrat per primera vegada en el final de l'episodi Jus in Bell, quan Lilith causa una explosió utilitzant la seva mà.
Igual que altres dimonis Lilith posseïa telequinesis i força sobrehumana, però en un nivell més elevat que un dimoni comú. No obstant això com es va veure en l'episodi No Rest for the Wicked Sam és immune als seus poders, Lilith era prou poderosa, com per retornar altres dimonis a l'infern com va fer amb Ruby, a diferència de la majoria dels dimonis els seus ulls eren blancs el que demostra la seva superioritat en la jerarquia demoníaca.

### Alastair
Descrit per Ruby com «Picasso amb un ganivet», Alastair era el torturador de totes les ànimes que van a l'infern.
Quan Dean va ser enviat a l'infern va ser torturat per Alastair tots els dies. Alastair li va oferir a Dean deixar de torturar-lo a canvi que Dean estigués d'acord a torturar noves ànimes, Dean es va negar per tres mesos (equivalent a trenta anys en l'infern), però va cedir en l'últim mes.
Alastair eventualment va abandonar l'infern, i va intentar capturar a Anna Milton, un àngel caigut que era capaç sentir les converses d'altres àngels.
Ruby fa un tracte amb ell que decideix torturar-la perquè li «reveli» on està Anna. Quan ell va a capturar-la, és detingut per Castiel i Uriel. Alastair i els seus dimonis menors li fan front als àngels, i ell demostra ser el més poderós a l'habitació.
No obstant això, Alastair desapareix en el flaix generat per Anna que és restaurada a la seva forma veritable angelical. No obstant això, ell torna en l'episodi Death Takes a Holyday en un nou cos, segrestant Reapers per trencar un altre segell.
Dean i Sam li espatllen els seus plans, i és capturat eventualment per Castiel. És torturat per Dean per ordres de Castiel en l'episodi On the Head of a Pin, ell es nega a parlar i segueix torturant psicològicament a Dean, dient-li a Dean que el seu pare va suportar les seves tortures per un segle sense cedir, mentre que Dean només va suportar 30 anys.
Ell també revela que va ser Dean cosa que va provocar l'obertura del primer segell. Escapant-se del parany del diable de Castiel amb ajuda d'Uriel, ell intenta matar a Dean i enviar de tornada al cel a Castiel, però Sam el deté.
Usant les seves capacitats psíquiques, Sam tortura a Alastair per obtenir la informació sobre els assassinats dels àngels, comprenent que el dimoni no tenia cap coneixement, sobre qui l'estava provocant, i Sam mata eventualment a Alastair.
En l'episodi When the Levee Breaks, Alastair se li apareix a Sam en una al·lucinació provocada per la desintoxicació de la sang demoníaca.

#### Poders i habilitats
No gaire es va arribar a conèixer sobre les habilitats d'Alastair. No obstant això és un dels dimonis més poderosos que han aparegut fins ara, ja que era immune als poders de Castiel i fins i tot al ganivet de Ruby.
Ell tenia coneixement sobre un encanteri, que pot causar un gran dany als àngels i enviar-los de tornada al cel, igual que Lilith, els seus ulls eren blancs el que el posa en el cim de la jerarquia demoníaca.

### Ruby
Article principal: Ruby

## Caçadors
Els següents personatges van ser homes i dones, que van dedicar la seva vida a caçar criatures sobrenaturals, generalment a causa del dany que van sofrir per part d'elles (mort d'algun familiar) el que els va motivar a canviar el seu estil de vida amb la finalitat de poder venjar-se d'aquestes.

### Joanna Beth Harvelle
Joanna Beth Harvelle, també coneguda com «Jo», és la filla d'Ellen i William Anthony Harvelle, un caçador que va morir enfrontant-se a un dimoni al costat de John Winchester.
La seva primera aparició va ser en l'episodi Everybody Loves a Clown, on es revela que va ser a la universitat però que va decidir abandonar-la perquè la consideraven una fenomen amb una col·lecció de ganivets, raó per la qual posteriorment va decidir anar a viure al costat de la seva mare i ajudar-la en el bar.
Jo coneix als Winchester quan aquests decideixen buscar a Ellen després de la mort de John, ella al principi té sentiments cap a Dean, però mai l'hi revela. En l'episodi No Exit, quan Jo torna d'una cacera amb Dean i Sam, la seva mare li revela que John va ser el responsable de la mort del seu pare.
Després en l'episodi Born Under a Bad Sign, Jo descobreix que el seu pare va morir quan es trobava al costat de John col·locant un parany per a un dimoni, però van fallar i el seu pare va quedar desprotegit de l'atac del dimoni.
Jo estava conscient que el seu pare havia mort per la por de John, al moment de l'atac del dimoni, es va revelar més tard per Sam, quan estava posseït pel dimoni que anteriorment havia posseït a Meg Masters que el dimoni només va ferir a William, però que John li va disparar per poder «alliberar-lo del seu dolor». El dimoni que posseeix a Sam intenta fer-li mal dient que Dean no la vol com ella desitjaria, que la veu com una germana. Això fa que Jo perdi esperances sobre la seva relació amb Dean.
Posteriorment, un Sam posseït li dispara a Dean en el braç, Jo troba a Dean i intenta anar amb ell a buscar a Sam però Dean li diu que és millor que no l'acompanyi, Jo li dona a Dean uns medicaments per al dolor i Dean li diu que la trucarà, i quan Dean marxa ella murmura «no ho faràs».
Després d'haver après la veritat sobre la mort del seu pare, ella decideix continuar caçant, però la seva mare li diu que no ho permetrà mentre visqui sota el seu sostre. Jo poc després decideix anar-se'n, no obstant això li envia postals a Ellen cada cert temps.
En l'episodi Good God, Y'All Jo reapareix al costat de la seva mare Ellen, en un petit poble anomenat River Pass a colorado. On es trobaven amb la finalitat d'alliberar al poble dels dimonis, però ella i la seva mare van ser separades en el caos. Després Jo es troba amb Rufus Turner un amic de Bobby Singer, posteriorment es troba amb Sam i l'ataquen pensant que estava posseït per un dimoni, Rufus i Jo el torturen amb sal i aigua beneïda però sense cap efecte.
Posteriorment Dean i Ellen arriben i després d'un breu conflicte, convencen a Jo i a Rufus que Guerra, un dels quatre Genets de l'Apocalipsi, és el responsable de tot el caos.
En l'episodi Abandon All Hope... Jo i Ellen, una vegada més es van unir als Winchester i Castiel en un intent d'posar fi a l'amenaça de Llucifer, ella va ajudar al trio a recobrar l'arma més poderosa que un caçador ha pogut usar, la Colt, capaç de matar a la majoria, si no totes les coses sobrenaturals. En aquest moment, es creia que aquesta arma podria ser l'única cosa prou potent com per destruir a Llucifer i també si era necessari a l'arcàngel Miguel.
Dean, Sam, Castiel, Jo i Ellen van arribar a Carthage, Missouri, una petita ciutat en la qual molts dels residents van ser reportats com desapareguts només per descobrir la ciutat freturosa de vida humana. Castiel se separa del grup per investigar la presència de molts Reapers a la ciutat i va ser empresonat en un cercle de foc sagrat en el qual Llucifer va tractar de reclutar-lo. En altres parts, els quatre caçadors van ser confrontats per Meg i els gossos de l'infern.
Negant-se a rendir-se, els caçadors van ser perseguits pels gossos fins que un va aconseguir atrapar al Dean fent-lo caure al terra. Jo va córrer en la seva ajuda i va posar fi a el seu opressor, però va anar greument ferida durant el seu intent d'posar fi a un altre gos de l'infern que la va deixar al terra i ataca a Jo en el tors. Dean recull a Jo del terra i corren tots a refugiar-se en una ferreteria en el qual Ellen avalua les ferides de la seva filla mentre que Sam i Dean van començar a idear un pla que permetria a Ellen i a Jo l'oportunitat d'escapar mentre intentaven seguir amb la seva missió. Jo, sent l'única disposaa a donar la veu de la realitat de la situació, va suggerir que la deixessin enrere, ja que ella ja no era capaç de moure les cames. El seu pla consistia a crear una bomba composta de sal i claus de ferro, utilitzant a si mateixa com a esquer per donar-li al grup el temps necessari per escapar.
Reticents al principi, els nois i la seva mare van obeir .Amb la bomba col·locada en el seu lloc, Ellen, decidida a romandre al costat de la seva filla, i com els Winchester no van poder dissuadir-la a ella, va romandre a les portes de llevar la barra de sal al saber que Jo no seria capaç. Joanna Beth Harvelle va passar els seus últims segons de vida al costat de la seva mare, uns segons abans que els gossos de l'infern fessin la seva entrada. Ellen activa la bomba i, en un dur cop, va matar a tots els gossos de l'infern a l'habitació. El seu sacrifici va permetre a Sam i Dean Winchester continuar la seva missió.

### Gordon Walker
Quan Gordon Walker tenia 18 anys, un vampir va entrar a la seva casa i va atacar a la seva germana. Gordon va prendre l'escopeta del seu pare, per atacar al vampir i alliberar a la seva germana però el vampir ho va colpejar i el va deixar inconscient, quan Gordon va despertar el vampir i la seva germana s'havien anat.
Gordon va aprendre com lluitar i matar vampirs i va trobar al vampir que es va endur a la seva germana matant-lo, igual que a la seva germana, ja que havia estat convertida en vampira. Durant la seva vida com a caçador Gordon Walker va conèixer a John Winchester i Ellen Harvelle.

#### Segona temporada
Gordon va aparèixer per primera vegada en l'episodi Bloodlust i va conèixer a Dean i Sam Winchester quan es trobaven caçant vampirs, Sam truca a Ellen i li pregunta si coneix a Gordon ella li diu que si i que és un gran caçador però que han d'allunyar-se d'ell, ja que és perillós per tots el que ho envolten.
Gordon Walker intenta atacar a un niu de vampirs, fins i tot després que Sam provés que s'alimentaven de sang de bestiar i no d'humans, Dean baralla amb Gordon i el deixa a lligat a una cadira.
En l'episodi Hunted és revelat que Gordon Walker practicava un ritual d'exorcisme en una noia posseïda, el dimoni dins d'ella li esmenta alguna cosa sobre una guerra, Gordon intenta obtenir més informació però la noia mor.
Posteriorment comença a perseguir a Sam, ja que el considerava l'anticristo però Dean intervé, Gordon venç a Dean i li diu els seus plans per matar a Sam però aquest aconsegueix evadir els paranys de Gordon, i abandona la casa al costat de Dean, Gordon els persegueix i intenta matar-los amb un regirar, no obstant això la policia arriba i deté a Gordon, després de trobar un arsenal en el seu cotxe.
Posteriorment, Sam li diu a Dean que és molt possible que Gordon escapi de presó.

#### Tercera temporada
Gordon apareix de nou en l'episodi Bad Day at Black Rock, a la presó parlant-li a un caçador dient-li que quan surti anirà a caçar al Sam, ja que està segur que no és humà, i diu estar conscient que ell al costat de Dean «van obrir» la porta a l'infern.
En l'episodi Fresh Blood, Gordon persegueix als Winchester una altra vegada. Durant la cacera és capturat per un vampir anomenat Dixon, el qual el converteix com un càstig irònic, posteriorment Gordon mata a unes noies que havien estat convertides en vampiresses per Dixon.
Posteriorment es reuneix amb el seu amic, i li diu que està convençut, que encara és un caçador farà una última «obra bona» pel món matant a Sam Winchester. La baralla comença en un magatzem, on Gordon té a una noia que va convertir en vampiressa la qual ataca a Dean que la mata amb la Colt, després Sam decapita a Gordon Walker amb una ganzúa, sent la primera vegada que matava a algú sense l'ajuda de Dean o un altre caçador.

### Mary Winchester
Mary Winchester va néixer a 1954 els seus pares van ser Samuel, i Deanna Campbell, Mary va ser l'esposa de John Winchester i la mare de Dean i Sam.
Els seus pares van ser caçadors i li van ensenyar tot el que sabien, quan Dean va ser tornat en el temps per Castiel es descobreix, que va fer un tracte amb Azazel per reviure a John, i després es va casar amb ell deixant enrere la vida de caçadora, donant a llum a Dean el 24 de gener de 1979, i a Sam el 2 de maig de 1983.
En el primer episodi de la sèrie en el dia 2 de novembre de 1983, Mary es desperta amb el plor de Sam, quan entra a la seva cambra troba a algú que pensa que és John, no obstant això després de veure a aquest a la sala corre a la cambra de Sam, escoltant els crits de la seva esposa, John també va a la cambra i troba a Sam calmat no obstant això veu gotes de sang prop d'ell, i descobreix a Mary clavada en el sostre, i després el seu cos crema en flames que encenen la resta de la casa, no obstant John aconsegueix escapar il·lès al costat de Sam i Dean.
És descobert posteriorment que Azazel va matar a Mary per trencar l'únic terme del seu contracte, que era interrompre'l mentre alimentava a Sam amb gotes de la seva sang.
En l'episodi Home, Sam i Dean tornen a la casa de la seva infància en Lawrence, Kansas la qual estava habitada per un poltergeist i per l'esperit de Mary, encara que la psíquica Missouri Moseley mai va sentir la seva presència.
Després que el poltergeist ataqués a Sam l'esperit de Mary apareix, i li diu que deixi al seu fill en pau i l'ataca desapareixent tots dos en l'acte.
En l'episodi What Is and What Should Never Be, Mary apareix en una realitat alternativa en la qual encara viu igual que Jessica Moore.
En l'episodi All Hell Break Loose Part 1, Azazel li revela a Sam que va matar a Mary, perquè «es trobava en el lloc equivocat al moment equivocat» i li mostra a Sam l'incident, inclòs el moment en què Mary va a veure'l i li diu al dimoni «ets tu».
En l'episodi The Kids Are Alright es revela que tots els seus amics havien mort, probablement a causa dels tractes que van fer amb el dimoni Azazel.
En l'episodi de la quarta temporada When The Leeve Breaks, Mary se li apareix a Sam en una al·lucinació dient-li que el recolza malgrat que begui sang de dimoni, argumentant que sap que ho fa amb la finalitat de derrotar a Lilith.
D'acord al creador de la sèrie Eric Kripke, la seva relació amb Azazel, seria mostrada en la tercera temporada però a causa de la vaga d'escriptors va ser postergada fins a la quarta temporada.
En el capítol La Cançó Segueix Igual Dean i Sam viatgen de retorn a 1978 per protegir a Mary i John d'Anna, qui vol matar-los abans que Sam neixi. Mary ha de revelar a John que va ser criada de caçadora. Dean explica més endavant la veritat de la situació d'ella, demostrant que ell és el seu fill, dient-li coses de la seva infància. Ell li diu que ella li donava a menjar sopa de tomàquet i arròs quan estava malalt, perquè això és el que la seva mare va fer per ella, i que ella li va cantar "Hey Jude" com una cançó de bressol. Ell li diu que no entri a la cambra de Sam sis mesos després del naixement. Sam escoltant, i diu que es necessita més que això per salvar a Mary: ella deu allunyar-se de John, perquè ells no tinguin fills. Dean està d'acord, però Mary els diu que ja és massa tard. Ella està embarassada de Dean.
Miguel arriba a temps per salvar a la família d'Anna i Uriel. Els lleva tota la memòria dels esdeveniments a Mary i John.
En el capítol El Costat Fosc de la Lluna Sam i Dean estan en el cel a la recerca d'un camí al jardí. La trobada amb records del seu passat, incloent un de Dean tracte duna baralla de Mary i John a través del telèfon. Sam i Dean parlen sobre el matrimoni dels seus pares, i Dean diu que John no va veure la unió tan perfecta fins a la mort de Mary. Dean es pren un moment per abraçar a la seva mare com ho va fer en el record.
Més tard, prenen una drecera i es troben a la seva antiga casa de nou, enfront d'una versió alterada de Mary. Ella ella l'anomena Dean "la seva càrrega" i comença a sagnar per la ferida que va rebre la nit de la seva mort. Els seus ulls parpellegen de groc. Sam i Dean estan atrapats de sobte, i Mary segueix parlant sobre la seva mort i continua per reprender a Dean. Zacarías apareix, i els germans l'acusen de canviar a Mary. Zacarías diu que s'ha encapritxat amb ella, la besa i després espetega els dits, i envia a Mary lluny.
Posteriorment, és reviscuda per Amara en la temporada 12 i es retroba amb Dean en l'episodi "Keep calm and carry on"
on després que Dean li expliqués el que ha succeït al llarg de tot aquest temps, els ajuda a caçar. Encara que després es veu involucrada amb els Homes de Lletres.

### Ash
Ash era un caçador que vivia amb Ellen i Jo Harvelle, ell semblava ser un geni amb les computadores, ja que usava una per rastrejar activitats paranormales, afirmava fins i tot haver rastrejat a Azazel amb la informació rebuda per part dels Winchester.
Posteriorment en l'episodi Hunted, apareix lliurant-li als Winchester una llista d'aquells «nens especials», la mare dels quals havia mort en un incendi, el dia en què ells complien sis mesos d'edat, la llista incloïa a Sam, Andrew Gallagher, Max Miller i Scott Carey
En l'episodi All Hell Break Loose Part 1, Ash truca a Dean, i li diu que té alguna cosa important que dir-li, no obstant això quan Dean arriba al bar, està totalment destruït i troba el cadàver d'algú amb una roba molt similar a la d'Ash.
En l'episodi All Hell Break Loose Part 2, Ellen li informa a Sam, Dean, i Bobby que Ash va morir en l'explosió que va haver-hi en el seu bar, no obstant això el soterrani no va ser destruït i Ellen va trobar la informació d'Ash que els va permetre a ella a Bobby i als Winchester trobar a Azazel.
En el capítol El costat fosc de la Lluna després que Sam i Dean són assassinats per dos caçadors, acaben en el cel, on Ash, disfressat com un mexicà lluitador emmascarat a l'estil de lluita lliure els troba fugint de Zacarías. Els porta al seu petit tros de cel, que és el Roadhouse recentment proveït amb cervesa. Ash també porta a Pamela a veure als germans. Ash explica que en el seu cel es pot entrar i sortir dels Cels d'altres persones mitjançant l'ús d'una aplicació pràctica de la teoria de cordes i s'ha convertit en un expert del domini d'Enochiano, que és la forma en què va trobar a Sam i Dean. Ash i Pamela els envien a través d'un "accés directe" a un jardí on se suposa que es van a trobar un àngel anomenat Joshua, que parla amb Déu.

#### Destinació
El creador de la sèrie Eric Kripke va afirmar que l'aparent mort d'Ash, «va tenir a veure amb el molt que odiava el seu actual perfil en el bar d'Ellen» però considera que existeix la possibilitat que torni.
La qual cosa ocorre finalment en el capítol El costat fosc de la Lluna.

### John Winchester
Article Principal: John Winchester

### Bobby Singer
Article Principal: Bobby Singer

### Rufus Turner
Rufus Turner és el caçador que va ajudar a Bobby Singer, quan la seva esposa estava posseïda per un dimoni. Rufus va exorcitzar el dimoni i el va ajudar a encobrir la mort de Karen Singer. Rufus és qui introdueix a Bobby al món del sobrenatural, i cacen junts durant molts anys fins que una cacera va anar malament en Omaha, i mor una dona important per Rufus. Ells es van apartar després de l'incident. Quinze anys després, Rufus respon a la petició de Bobby per obtenir informació sobre Bela i ajuda a Dean a localitzar-la. Ell torna a la caça activa després de l'aparició dels Àngels i que els segells comencessin a trencar-se per alliberar a Llucifer i iniciar l'Apocalipsi, després de caure sota un embruixament de la Guerra un dels quatre genets i ser rescatat per Dean i Sam, després que l'Apocalipsi fos detingut, ajuda a Bobby a recuperar la seva ànima de Crowley. Rufus mor quan Bobby, posseït pel cuc Khan, l'apunyala.

## Altres

### Lisa Braeden
És un personatge secundari interpretat per Cindy Sampson, qui fa la seva primera aparició en l'episodi "The Kids Are Alright” de la tercera temporada. En aquest episodi, Lisa, és una exprofessora d'ioga amb qui Dean va tenir una relació amorosa en el passat, aproximadament vuit anys (al moment de l'episodi). Es relata en aquest episodi que Dean li fa una visita a la seva casa en Cicero, Indiana. Dean entra a la casa de Lisa on s'estava celebrant en aquest moment l'aniversari del seu fill Ben, qui complia 8 anys i tenia una gran semblança a Dean, la qual cosa crea un dubte en el caçador i comporta a preguntar-li a Lisa si Ben és el seu fill, responent ella negativament. Després té disputa amb Dean en un parc, perquè Ben ha colpejar a uns nois. Més tard Lisa és visitada per Dean novament, però ella reacciona negativament a la visita. Aquesta mateixa nit Lisa s'adona que Ben no és Ben (és un dimoni que imita a víctimes) i cau en estat de pànic. El Sam matar a la bèstia. L'endemà, Dean torna amb el seu fill Ben salvat i junts tenen una xerrada on Dean li explica tot, ella li proposa a l'heroi viure junts, però és rebutjada.
Fa una petita aparició en l'episodi “Dream A Little Dream Of Em” on és vista per Dean en un somni, on està asseguda en l'herba preparant un pícnic i convidant a Dean.
Apareix novament en l'episodi “99 Problems”, en la cinquena temporada, quan Dean li fa una visita a la seva nova casa, amb la coartada que no tenia el seu nombre. Dean li confessa a ella que no li queden il·lusions, però quan imagina els seus somnis de felicitat és amb ella i amb Ben. Ella el convida a entrar insistint molt, però Dean refusa i es marxa.
Al final de l'episodi “Swan Song” (últim esdeveniment de la cinquena temporada), Dean es dirigeix cap a la llar de Lisa per complir una promesa que va fer a Sam pel que fa a ella, sobre viure una vida normal al costat d'ella i el seu fill Ben després de segellar a Llucifer.
A l'inici de la sisena temporada, en l'episodi “Exile on Main Street”, Lisa apareix vivint amb Dean i Ben en una vida aparentment feliç, però després d'una amenaça d'uns genis, es traslladen cap a casa de Bobby. Després, a la mateixa casa de Bobby, ella i Dean tenen una xerrada sobre les amenaces actuals i les alegries viscudes. Al final de l'episodi Dean decideix seguir vivint amb ella.
En el transcurs de la sisena temporada es desenvolupa una deterioració de la relació d'ella amb Dean, arribant fins i tot ella a allunyar a Dean de Ben.
En l'episodi “You Can't Handle the Truth”, ella, a causa que Dean estava sota l'encanteri de Veritas, li confessa al protagonista que Ben i ella no poden estar al costat d'ell, i que des que va arribar Sam va saber que la relació s'havia acabat.
En el penúltim episodi de la sisena temporada, “Let It Bleed”, Lisa i el seu fill Ben són segrestats dins de la seva llar per dimonis sota l'ordre de Crowley, on assassinen a Matt (el nou nuvi de Lisa). Després ella i Ben són rescatats per Dean, però en alliberar-la mostra tenir un dimoni endins. Lisa (controlada pel dimoni) es clava un punyal quan Dean intenta exorcitzar al dimoni, així i tot, segueix i envia al dimoni a l'infern, deixant al cos de Lisa en gravetat. Ella és portada a l'hospital, on s'espera que mori a mitjanit; però Castiel apareix i la cura. Abans de marxar Dean li demana a Castiel que li esborri tots els seus records sobre ell, fins i tot a Ben. Lisa es desperta sense saber el que ha passat, però Ben (amb els records canviats) li diu que ha estat un accident. Dean apareix a l'instant i li diu perdó en paraules indirectes, llavors ella li respon que està bé i que això és l'important. Dean s'acomiada d'ella i de Ben, i marxa.

### Bela Talbot
Bela Talbot va ser una venedora d'objectes sobrenaturals d'un origen al principi totalment desconegut.
La seva primera aparició va ser en l'episodi Bad Day at Black Rock, on ella roba una pota de conill d'un magatzem que li pertanyia a John Winchester en Buffalo, mostrant no tenir coneixement sobre la maledicció que posseïa l'objecte, Sam i Dean aconsegueixen trobar la pota, però Bela la roba de nou. Dean es dirigeix cap a l'apartament de Bela a New York, amb l'objectiu de destruir la pota per salvar a Sam de la maledicció que havia caigut sobre ell, però Bela li dispara a Sam en l'espatlla, Dean li adverteix sobre la maledicció quan Bela amenaça amb disparar de nou a Sam, però com ella nol' escolta i li exigeix la pota, Dean li crida "Pensa ràpid" i li llança la pota, per instint ella l'atrapa i, per tant, la toca, cal destacar que sí toques la pota tindràs sort, però si la perds aquesta sort es torna contra tu fins a matar-te, així que Bela decideix destruir-la, però li roba a Dean a 46000 dòlars que havia guanyat en la loteria quan el posseïa la pota.
Posteriorment en l'episodi Xarxa Sky At Morning, Bela decideix ajudar els Winchesters a robar un artefacte màgic anomenat la mà de la glòria, amb l'objectiu d'alliberar al poble de la maledicció d'un vaixell fantasma, però Bela decideix robar l'artefacte i vendre'l. No obstant això després d'observar al vaixell fantasma queda condemnada a morir i horroritzada recorre als Winchester per ajuda que al principi li és negada. No obstant això Sam convenç a Dean per salvar-la, Bela li dona a cadascun 10000 dòlars com a agraïment.
En l'episodi Fresh Blood es troba amb Gordon Walker, que acabava d'escapar de presó, el qual va amenaçar amb matar-la si no li revelava la ubicació dels Winchesters. Al principi Bela es nega a ajudar-lo però després de notar que Gordon posseïa un objecte antic decideix ajudar-lo, no obstant això truca a Dean i li adverteix sobre el pla de Gordon per matar a Sam.
Posteriorment Bela decideix ajudar els Winchesters a salvar a Bobby, que es trobava en un estat de coma, donant-li als Winchesters una planta anomenada arrel del somni perquè poguessin «entrar» en la ment de Bobby, i trobar una manera de despertar-lo. Ella no demana res a canvi afirmant que ho fa amb gust perquè Bobby li havia fet un favor anteriorment, no obstant això quan Bobby desperta els Winchesters descobreixen que estava mentint i que els va robar la Colt.
En l'episodi Jus in Bell, Dean i Sam enfuriats intenten trobar-la però ella els tendeix un parany, causant que fossin arrestats.
La seva última aparició va ser en l'episodi Time Is On My Side, en el qual Dean va obtenir l'historial criminal de Bela i va descobrir que el seu veritable nom era Abby, també va descobrir que va matar als seus pares com a part d'un tracte que havia fet amb un dimoni de la cruïlla quan tenia 14 anys.
Com a resultat de la mort dels seus pares ella va heretar una fortuna, pel que sembla la raó per fer el tracte va ser que era violada pel seu pare. També va ser revelat que «va cremar», les seves empremtes dactilars per mantenir el seu passat en secret.
Posteriorment Bela va trobar la ubicació dels Winchesters, i els dispara mentre dormen (ella creu). Però ells ja havien marxat deixant un cimbell en el seu lloc. Després rep una trucada de Dean, durant la qual ella confessa que va tractar d'alliberar-se del seu contracte donant la Colt a canvi, però el tracte va ser canviat per haver de matar a Sam. També li diu a Dean que Lilith, tenia en el seu poder tots els contractes fets pels dimonis de la cruïlla incloent per tant, el de tots dos.
L'episodi finalitza amb Dean penjant el telèfon a la mitjanit i dient «et veuré en l'infern», Bela observa que el rellotge de l'habitació marca les dotze, i escolta uns udols. La pantalla es torna totalment negra, la seva mort és inevitable però no és mostrada.

### Missouri Moseley
Missouri és una psíquica amiga de John Winchester que viu en Lawrence, Kansas.
Missouri li va dir a John Winchester que un ésser, va matar a Mary quan aquest va a veure-la després de la seva mort, la qual cosa va incitar a est a convertir-se en caçador, quan Sam i Dean tornen a la casa de la seva infància, en Lawrence a investigar el somni de Sam en l'episodi Home, ells li demanen a ajuda a Missouri perquè utilitzi els seus poders psíquics per sentir la presència d'esperits, però aquesta habilitat falla quan ella mira l'antiga llar dels Winchester.
Al final de l'episodi ella és vista parlant amb John que sabia que els seus fills es trobaven a la ciutat.

### Pamela Barnes
Pamela era una amiga de Bobby Singer i una psíquica experta, ella era una miqueta pervertida i agressiva, Bobby demana la seva ajuda per descobrir què va treure a Dean Winchester de l'infern.
Ella sosté una sessió espiritista, i descobreix que va ser un ésser anomenat Castiel, quan intenta aconseguir una visió de Castiel, els seus ulls són completament cremats i ella queda permanentment cega.
Els Winchesters es reuneixen amb ella més endavant quan busquen la seva ajuda per descobrir perquè Anna Milton pot sentir les converses dels àngels, Barnes expressa un interès i enorme gust a molestar els àngels a causa que un li va causar la pèrdua de la seva vista. Ella col·loca a Anna baix hipnosis el que l'ajuda a recuperar la seva memòria i a recordar que és un àngel.
En l'episodi Death Takes A Holyday, els Winchesters li demanen que els ajudi a realitzar projeccions astrales de si mateixos. Mentre que fa això un dimoni la fereix mortalment, però en el seu últim acte li adverteix a Sam de deixar d'usar els poders demoníacs dins d'ell.
En el capítol El costat fosc de la lluna es revela que Pamela està en el Cel. Ash porta a Pamela del seu cel personal per tornar a connectar amb Sam i Dean. Pamela recupera la vista, i li diu a Dean que el Cel no és tan dolent.

### Tessa
Tessa és una Reaper que recull les ànimes quan els cossos moren.
Apareix per primera vegada en l'episodi In My Time of Dying, quan ella ve recollir l'ànima de Dean Winchester, ella apareix al principi com un monstre, però decideix transformar-se en una dona jove i bonica, com Reaper té el poder de controlar la vida i la mort. Ella explica a Dean que els esperits venjatius que ell ha caçat són esperits que es van negar a anar amb un Reaper i a causa que no van poder anar al més enllà es van convertir en aquests fantasmes furiosos.
Posteriorment el dimoni Azazel posseeix a Tessa i utilitza els seus poders, per tornar a Dean a la vida i restaurar-li la seva salut.
Ella torna quan és rescatada pels Winchesters en l'episodi Death Takes a Holyday, quan diversos dimonis la segresten per trencar un altre segell, en aquesta trobada ella li torna a Dean els seus records de la seva prèvia trobada en donar-li un apassionat petó.
La seva següent aparició és en el capítol Cita en Samarra Dean va a veure al Dr. Robert, que s'encarrega que tingui una experiència fora del cos en detenir el seu cor. Dean, en forma d'esperit, recita un cant per convocar a Tessa. A la seva arribada, va sorprendre del que va fer Dean. Dean li demana que cridi a la mort. Ella no ho fa doncs diu que no sap com, però la mort arriba per si mateixa i fa una aposta amb Dean: Dean ha d'actuar com la mort durant 24 hores.
Dean treu l'anell de la Mort del seu amagatall i lse'l posa. Que es transporta a Tessa, que ha estat assignada a ell d'escorta per a l'endemà. Dean ha de matar als individus en la llista de Tessa, i ella recollirà les ànimes. Tessa li diu a Dean que els recentment morts sovint tenen preguntes, el primer que troben és un lladre que és disparat per un empleat. Dean li permet a l'home a sofrir abans de matar-ho, i Tessa li diu que s'apressin. A continuació, es troben amb un home que menja pizza té un atac al cor. Dean el toca, i l'home li pregunta quin significat té tot allò. Dean respon amb un acudit, i Tessa li diu a l'ànima que Dean és nou, i el porta en el seu camí. Tessa va amb Dean a un hospital, i li dona instruccions per matar a una nena de dotze anys amb una condició cardíaca deplorable. Dean es nega.
La nena miraculosament es guareix, i el personal que s'encarregava d'ella són acomiadats a la nit. Més tard, una de les infermeres mort d'un accident de cotxe, i Dean ha de matar-la. Tessa li diu a l'esperit de la infermera que estava destinada a viure durant dècades, i tenir fills i nets, però que Dean li va destruir la vida. Tessa es porta l'ànima, i quan torna intenta convèncer a Dean per matar a la nena, insistint que la tragèdia sempre la seguirà, i que més val a morir. Dean li pregunta Tessa si sabia el que passaria quan ell es va negar. Ella respon que no, però que sabia que Dean "va colpejar més d'una fitxa de dòmino". Dean decideix aturar al marit de la infermera que estava a punt de patir un accident de cotxe per la seva embriaguesa, per fer-ho Dean perd l'aposta amb la mort. Torna a l'hospital, i està d'acord per matar a la nena.

### Chuck Shurley
Chuck Shurley és l'autor d'una sèrie de llibres anomenats «Supernatural», que escriu sota el pseudònim de Carver Edlund. El contingut dels llibres són en realitat la vida de Dean i Sam, que ell pot veure en els seus somnis.
Després de descobrir-ho els Dean i Sam decideixen buscar a Chuck, i després de trobar-la els revela que el seu últim somni, és de Sam i Lilith tenint «una nit d'ardent passió demoníaca». Sam li demana a Chuck que li digui si sap que ell beu sang de dimoni, ell li contesta que si, i ell s'enfronta a Sam sobre perquè ho fa. Després Dean acusa a Chuck d'ocultar informació i l'ataca, però és detingut per Castiel que revela que Chuck és un profeta de Déu.
Més tard Castiel li dona informació a Dean sobre com desfer-se de Lilith, revelant que Chuck està protegit per un arcàngel, que intervindrà en cas que la vida de Chuck es vegi amenaçada. En posar a Chuck a la mateixa habitació amb Lilith, l'Arcàngel Rafael comença a descendir, la qual cosa obliga a Lilith a fugir aterroritzada.
Arran de la confrontació amb Lilith, Zachariah se li apareix a Chuck després que ell té una altra visió. Encara que no es va revelar el que Chuck va veure, vol advertir a Dean i Sam, però Zachariah li diu que no. Chuck amenaça amb suïcidar-se, però Zachariah li diu que el portaran de tornada a la vida. En la desesperació Chuck li demana que li digui que és el que ha de fer. Zachariah respon «feis el que sempre fas escriu».
Chuck torna en l'episodi Llucifer Rising, quan Dean i Castiel apareixen en la llar de Chuck, mentre ordenava algunes prostitutes per entretenir-se mentre succeeix la fi del món.
Ell els diu on estan Sam i Lilith, però afirma que Castiel «no està en la història». Castiel li respon que ara ells l'estan escrivint. L'arcàngel que protegeix a Chuck, comença a descendir en la cerca de Castiel i Dean, la qual cosa causa l'enuig de Chuck, ja que això provoca que s'esborri el que va escriure en la seva computadora, Chuck es queda al costat de Castiel perquè Dean pugui detenir a Sam i impedeixi que Llucifer escapi de l'infern.
En l'episodi Sympathy For The Devil, Sam i Dean visiten a Chuck i li pregunten si és veritat que Castiel va morir, Chuck els contesta que aquest literalment va explotar quan va ser atacat pels arcàngels.
En l'episodi The End, és uns dels humans supervivents de l'Apocalipsi, aparentment és el que s'encarrega de veure el que fa falta en el campament i de dir-li-ho al líder Dean. Aparentment va perdre les seves visions, ja que Dean buscava la Colt a través de tortures.
De tant en tant durant l'episodi Swang Song, Chuck relata sobre la història del Impala, la seva escriptura que té el mateix nom que l'episodi. Ell informa a Dean sobre el camp de batalla final entre Miguel i Llucifer, malgrat que els àngels no ho saben. En la seva conclusió, acabant la narració, Chuck riu i s'esvaeix en l'aire, conduint-nos a la pregunta de si ell és en realitat Déu. Suposició que es confirma a la 11 temporada.

### Jessica Lee Moore
Jessica va ser la núvia de Sam per dos anys la qual desconeixia al fet que es dedicaven els Winchester, Sam planejava demanar-li matrimoni però va ser assassinada per Azazel.
Després d'això Sam es va unir a Dean en la cerca del seu pare amb la finalitat de poder venjar la mort de Jessica, en els dies abans de la seva mort Sam va tenir premonicions les quals va ignorar el que després el va fer sentir-se culpable, ja que no va poder fer gens per prevenir la seva mort.
En l'episodi What Is and What Should Never Be, apareix en una realitat alternativa en la qual encara viu igual que Mary Winchester.
Es revela posteriorment que el dimoni Azazel la va assassinar, ja que considerava que estava en el lloc equivocat al moment 
equivocat, i que la presència d'aquesta impedia el desenvolupament dels poders de Sam.
Jessica torna a aparèixer en l'episodi tres de la cinquena temporada Free to be You and Me, en un somni de Sam, sent en realitat Llucifer disfressat d'ella per així acostar-se a Sam, i esbrinar el seu parador i poder prendre control d'ell, ja que considera que aquest deu ser el seu «ens».

### Sarah Blake
És l'antic amor de Sam Winchester que va conèixer per primera vegada en l'episodi "Provenance" per investigar sobre la pintura d'un quadre que mata a les parelles però quan Sarah decideix acompanyar a Sam i Dean a la casa d'Evelyn que és assassinada pel quadre, s'uneix en la seva recerca per esbrinar sobre l'origen de la família. Després d'haver acabat, Sam va estar a punt d'anar-se'n però torna i acaben besant-se però no poden estar junts.
Sarah es retroba amb Sam en la temporada 8, "Clip Xou" quan Crowley amenaça amb matar-la i els germans decideixen protegir-la, Sarah li explica a Sam que s'ha casat amb un bomber i té una filla anomenada Bess. Però és assassinada per Crowley a través d'una bosseta d'encanteri ocult en el telèfon el que fa ofegar.se a Sarah fins a la seva mort.